# Primer Ministre de Sudan
El Primer Ministre de Sudan o Primer Ministre de la República de Sudan és el cap de govern de la República de Sudan. Des de 1993 s'abolí el càrrec, concentrant llurs competències en la figura del President de Sudan.

## Regne d'Egipte i Sudan(Condomini)
| No. | Nom                                           | Inici                | Fi                 | Partit                    |
| --- | --------------------------------------------- | -------------------- | ------------------ | ------------------------- |
| 1.  | Sayid Abdel Rahman al-Mahdi (Ministre en cap) | 22 d'octubre de 1952 | novembre de 1953   | Partit de la Umma         |
| 2.  | Ismail al-Azhari (Ministre en cap)            | 6 de gener de 1954   | 1 de gener de 1956 | Partit Nacional Unionista |

## República de Sudan
| No. | Nom                       | Inici                  | Fi                     | Partit                    |
| --- | ------------------------- | ---------------------- | ---------------------- | ------------------------- |
| 1.  | Ismail al-Azhari          | 1 de gener de 1956     | 5 de juliol de 1956    | Partit Nacional Unionista |
| 2.  | Abdullah Khalil           | 5 de juliol de 1956    | 17 de novembre de 1958 | Partit de la Umma         |
| 3.  | Ibrahim Abboud            | 18 de novembre de 1958 | 30 d'octubre de 1964   | Cap                       |
| 4.  | Sirr Al-Khatim Al-Khalifa | 30 d'octubre de 1964   | 2 de juny de 1965      | Cap                       |
| 5.  | Muhammad Ahmad Mahgoub    | 10 de juny de 1965     | 25 de juliol de 1966   | Partit de la Umma         |
| 6.  | Sadiq al-Mahdi            | 27 de juliol de 1966   | 18 de maig de 1967     | Partit de la Umma         |
| 7.  | Muhammad Ahmad Mahgoub    | 18 de maig de 1967     | 25 de maig de 1969     | Partit de la Umma         |

## República Democràtica de Sudan
| No. | Nom               | Inici                  | Fi                     | Partit                         |
| --- | ----------------- | ---------------------- | ---------------------- | ------------------------------ |
| 1.  | Babiker Awadalla  | 25 de maig de 1969     | 27 d'octubre de 1969   | Cap                            |
| 2.  | Gaafar Nimeiry    | 28 d'octubre de 1969   | 11 d'agost de 1976     | Cap / Unió Socialista Sudanesa |
| 3.  | Rashid Bakr       | 11 d'agost de 1976     | 10 de setembre de 1977 | Unió Socialista Sudanesa       |
| 4.  | Gaafar Nimeiry    | 10 de setembre de 1977 | 6 d'abril de 1985      | Unió Socialista Sudanesa       |
| 5.  | Al-Jazuli Dafalla | 22 d'abril de 1985     | 15 de desembre de 1985 | Cap                            |

## República de Sudan
| No. | Nom                        | Inici                  | Fi                   | Partit            |
| --- | -------------------------- | ---------------------- | -------------------- | ----------------- |
| 8.  | Al-Jazuli Dafalla          | 15 de desembre de 1985 | 6 de maig de 1986    | Cap               |
| 9.  | Sadiq al-Mahdi             | 6 de maig de 1986      | 30 de juny de 1989   | Partit de la Umma |
| 10. | Omar Hasan Ahmad al-Bashir | 30 de juny de 1989     | 13 d'octubre de 1993 | Cap               |
|     | Càrrec Abolit              | 13 d'octubre de 1993   |                      |                   |